# Peribatodes panorma
Peribatodes panorma là một loài bướm đêm trong họ Geometridae.